# Starostwo krzyczewskie (I Rzeczpospolita)
Starostwo krzyczewskie – starostwo niegrodowe Rzeczypospolitej Obojga Narodów położone w województwie mścisławskim od roku 1565/1566.
W połowie XVIII wieku należały do niego miasto Krzyczew i 5 miasteczek: Michajłowo, Hanna, Radziwiłów, Hieronimów i Studzianiec oraz 71 wiosek w 5 wójtostwach: domamryckim, polowym, uhlańskim, łuczyckim i chocimskim.
W 1727 roku starostwo krzyczewskie przynosiło  intraty rocznej 7027 1/2 talara bitego, 16 groszy. 
W 1740 roku wybuchło powstanie chłopów białoruskich w starostwie krzyczewskim.